# هنريك يانكوفسكي
هنريك يانكوفسكي (بالبولندية: Henryk Jankowski)‏ هو نقابي بولندي، ولد في 18 ديسمبر 1936 في ستاروغراد غرانسكي في بولندا، وتوفي في 12 يوليو 2010 في غدانسك في بولندا.

## وصلات خارجية
- الموقع الرسمي
- هنريك يانكوفسكي على موقع مونزينجر (الألمانية)